# 巡行使者
《巡行使者》（日语：ヴァムピール）是樹夏實以吸血鬼做為主題和劇情背景，於2007年12月在『月刊アフタヌーン』(月刊AFTERNOON)所發表的科幻漫画作品，单行本目前發行至第5卷。

## 故事簡介
平凡的高中生，水沫 伶，遭受到一位跳樓自殺的女孩美穗波及，心臟停止跳動，死了1分鐘，當他在醫院醒來，周遭環境完全變了樣，不僅身體起了變化，臉色蒼白，頭髮眼睛變了色，聽得到常人聽不到的聲音，看得到靈魂，甚至撫摸得到靈體，直到在街上遇見一位陰沉迷樣的少女，北杜 笙，嚴肅的向他說明了事情的經過，才慢慢了解到自己已經是趨近於吸血鬼的「半個死人」。

## 主要登場角色
以人物名稱出現來排序
水沫 伶 (伶) <みなわりょう>
17歲，曾經因意外短暫死亡了1分鐘，醒來後可以看得見靈魂的高中生。
北杜 笙 (笙) <ほくとしょう>
實際年齡27歲(外表一直維持在17歲)，10年前就已經意外死亡(17)，大魔女坎達蕾拉挑中了她的軀體，棲息在她體內，以坎達蕾拉的「軀體」和「死人」的身份再度存活下來，並且具備了與坎達蕾拉相同的能力與智慧。之後的10年間身體一直維持17歲的樣貌，出現在伶和長大成人的笛吹面前，除了告訴伶和笛吹事實經過的真相，並數次在危急中幫助他們兩人。
男爵(吸血鬼)
在伶短暫死亡的1分鐘曾侵入他的軀體，伶復活後隨即被擠壓出來，之後一直找機會想佔有伶的軀體。
大魔女坎達蕾拉 <カンタレッラ>
寄宿在笙體內，是個喜歡吸食人類負面生命力的吸血鬼。
笛吹 攸一朗 (笛吹) <うすい ゆういちろう>
27歲，臨床心理學諮詢師，中學時期和笙是同班同學，四年前(研究所時期，23歲)與笙重逢，四年後(27歲)又再度與笙相遇。與邪惡完全絕緣，笙和坎達蕾拉的淨化者，是個年輕有為又熱心助人的好青年。
黑伶(コロ)
伶與男爵模擬同化誕生的另一個人格。

## 单行本
1. 巡行使者 1（ヴァムピール 1）
ISBN 978-4-06-314503-8（日文）ISBN 978-986-176-823-6（臺灣中文）
2. 巡行使者 2（ヴァムピール 2）
ISBN 978-4-06-314533-5（日文）ISBN 978-986-176-917-2（臺灣中文）
3. 巡行使者 3（ヴァムピール 3）
ISBN 978-4-06-314561-8（日文）ISBN 978-986-176-977-6（臺灣中文）
4. 巡行使者 4（ヴァムピール 4）
ISBN 978-4-06-310608-4（日文）

## 外部連結
- 講談社月刊アフタヌーン首頁 （页面存档备份，存于）
- ヴァムピール-月刊アフタヌーン